# Long Marton
Long Marton är en by (village) och en civil parish i Cumbria i nordvästra England. Orten har 704 invånare (2001).